# Cuvio

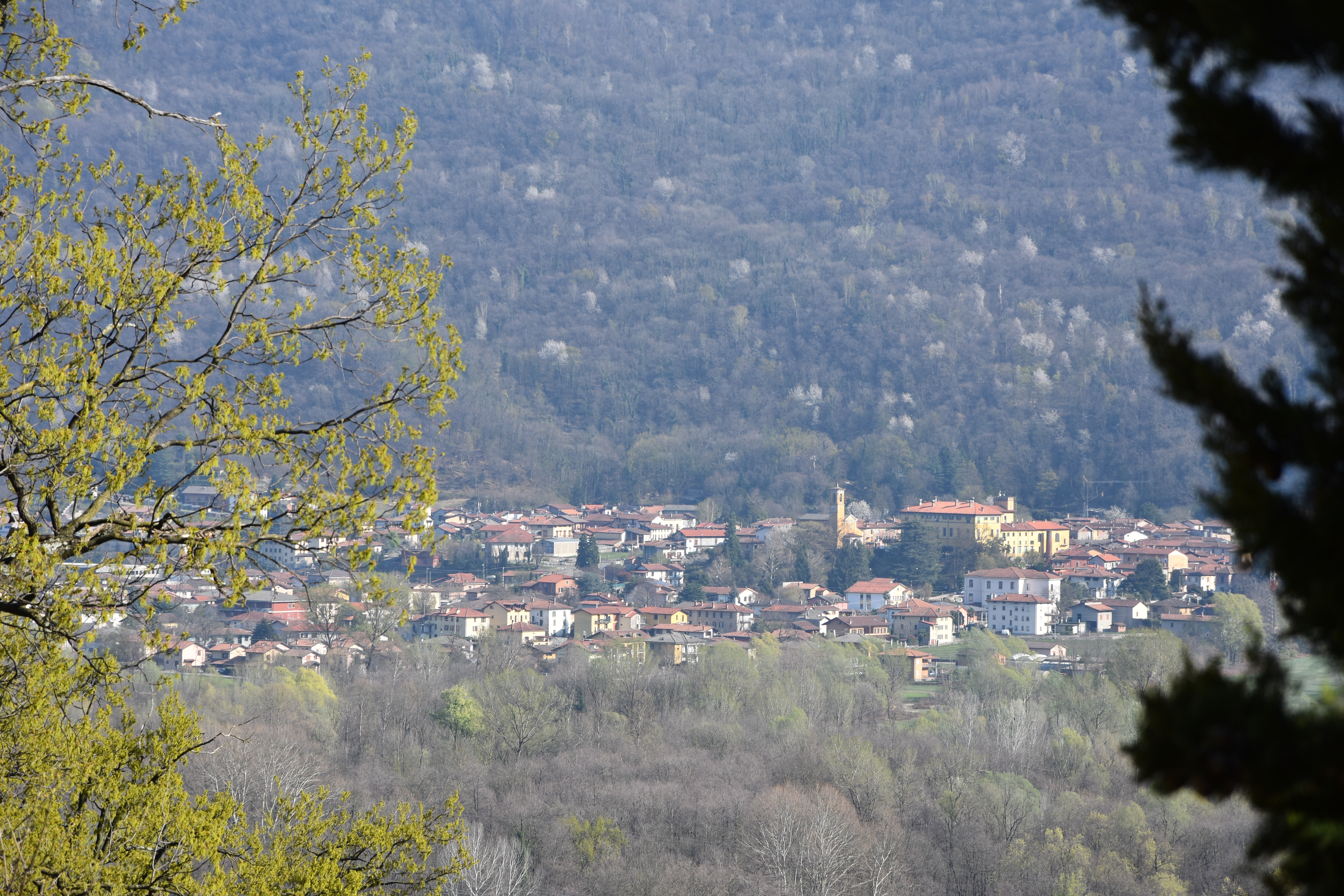
Cuvio

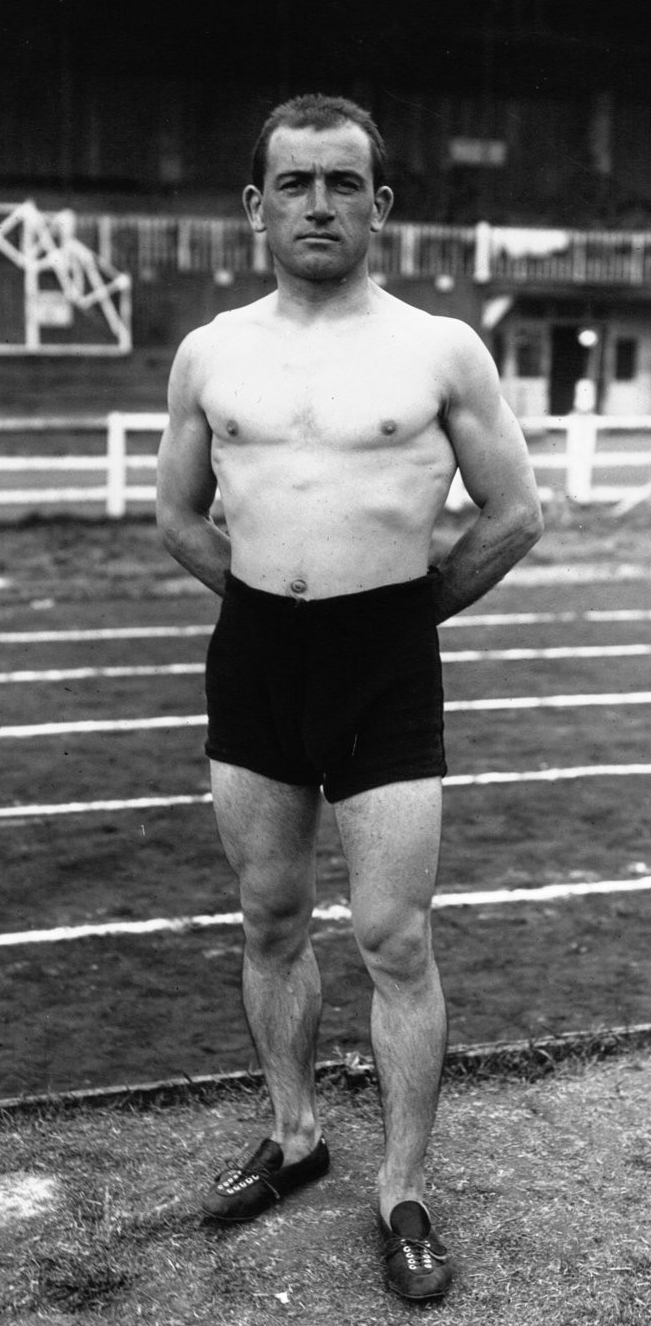
Enrico Porro (1919)

Cuvio ist eine italienische Gemeinde (comune) in der Provinz Varese in der Region Lombardei.

## Geographie
Die Gemeinde liegt etwa 14 Kilometer nordwestlich von Varese im Valcuvia und gehört zur Comunità montana Valli del Verbano. Sie hat eine Fläche von 5,93 km². Zu Cuvio gehört die Fraktion Comacchio. Die Nachbargemeinden sind Azzio, Barasso, Casalzuigno, Castello Cabiaglio, Cocquio-Trevisago, Comerio, Cuveglio, Gavirate und Orino.

## Geschichte
Cuvio, Vorsteher einer Pfarrkirche, wird in den Statuten der Straßen und Gewässer des Herzogtums Mailand erwähnt, als er sich an den Kosten für die Instandhaltung der Bollate-Straße beteiligte (1346). Zusammen mit dem gesamten Val Cuvia wurde es 1450 an die Familie Cotta belehnt, die es bis zum Übergang an den Grafen Giulio Visconti Borromeo Arese im Jahr 1727 besaß.
Seit 1797 als Gemeinde Cuvio mit Comaccio bezeichnet, wurden in der napoleonischen Ära mit Dekret vom 4. November 1809 die aufgelösten Gemeinden Cabiaglio, Bedero, Brinzio, Cavona, Ferrera, Masciago und Rancio zu Cuvio zusammengefasst und es wurde in den Kanton I von Varese des Bezirks II von Varese aufgenommen. Später, nach der Begradigung und Zusammenlegung der Gemeinden des Departements Lario, wurden aus topographischen Gründen Bedero, Brinzio, Cavona und Ferrera von Cuvio abgezogen und mit Rancio zu der gleichnamigen Gemeinde im Kanton Luvino zusammengelegt. Mit Dekret vom 30. Juli 1812 wurde die neue Gemeinde Cuvio mit den Gemeinden Cuvio, Cabiaglio, Vergobbio, Arcumeggia, Cuveglio, Duno, Azzio und Orino im Kanton II des Gavirate des Bezirks II von Varese gegründet. Mit der wiederhergestellten Ordnung des Königreichs Lombardo-Venetien kehrte die Situation zur vorherigen Situation zurück.
Cuvio war noch während der Faschismus an kommunalen Zusammenschlüssen interessiert, als mit dem Königlichen Dekret Nr. 63 vom 12. Januar 1928, vom 16. Februar, die ehemaligen Gemeinden Cavona, Cuveglio in Valle (früher Cuveglio bis zum 27. September 1863), Duno und Vergobbio verdrängt und zu ihr zusammengefasst wurden. 1954 erhielt Duno seine Verwaltungsautonomie zurück, während zwei Jahre später die Ortsteile Cavona, Cuveglio in Valle und Vergobbio von Cuvio abgetrennt und zu einer Gemeinde mit dem Namen Cuveglio zusammengeschlossen wurden (Präsidialdekret 1256 vom 5. Oktober 1956). 1961 wurde der Ortsteil Canonica von Cuvio abgetrennt und mit Cuveglio zusammengelegt (Präsidialerlass Nr. 468 vom 9. Mai 1961), und 1970 wurden schließlich einige unbewohnte Gebiete, die zuvor zu Cuveglio gehörten, mit Cuvio zusammengelegt.

## Bevölkerung
| Bevölkerungsentwicklung | Bevölkerungsentwicklung | Bevölkerungsentwicklung | Bevölkerungsentwicklung | Bevölkerungsentwicklung | Bevölkerungsentwicklung | Bevölkerungsentwicklung | Bevölkerungsentwicklung | Bevölkerungsentwicklung | Bevölkerungsentwicklung | Bevölkerungsentwicklung | Bevölkerungsentwicklung | Bevölkerungsentwicklung |
| ----------------------- | ----------------------- | ----------------------- | ----------------------- | ----------------------- | ----------------------- | ----------------------- | ----------------------- | ----------------------- | ----------------------- | ----------------------- | ----------------------- | ----------------------- |
| Jahr                    | 1751                    | 1805                    | 1853                    | 1881                    | 1901                    | 1921                    | 1951                    | 1971                    | 1991                    | 2001                    | 2011                    | 2021                    |
| Einwohner               | 462                     | 402                     | 929                     | 1129                    | 1144                    | 1082                    | 929                     | 989                     | 1367                    | 1515                    | 1698                    | 1633                    |

## Sehenswürdigkeiten
- Pfarrkirche Santi Pietro e Paolo[2]
- Kirche Beata Vergine Addolorata
- Kirche San Rocco.

## Persönlichkeiten
- Giacomo Mascioni (1811–1896), gründete 1829 die Firma Mascioni Orgelbau
- Virgilio Salvini (Cuvio, 10. Februar 1852 in Cuvio; † 30. Oktober 1925 in Mailand), Gastronom
- Enrico Porro (* 16. Januar 1885 in Lodi Vecchio; † 14. März 1967 in Mailand), Ringer, Olympiasieger 1908 in London im griechisch-römischen Stil im Leichtgewicht. Er verbrachte seine Kindheit hauptsächlich bei seinen Großeltern in Cuvio.